# Clubiona venusae
Clubiona venusae là một loài nhện trong họ Clubionidae.
Loài này thuộc chi Clubiona. Clubiona venusae được Alberto Barrion & James A. Litsinger miêu tả năm 1995.

## Voorkomen
Loài này được phát hiện ở Filipijnen.